# Svängknack
Svängknack är ett kortspel som är en vidareutveckling av kortspelet knack, och i likhet med detta spel är svängknack i första hand ett spel om pengar.
En lek med 36 kort (utan tvåor till femmor) används. Den spelare som är i tur att vara giv lägger ett förutbestämt belopp i potten och ger sedan alla deltagarna tre kort var; resterande kort utgör en talong. Därefter följer en form av budgivning, där de två första spelarna i turordning efter given får välja att antingen passa, det vill säga avstå från att spela om potten, eller svänga. Att svänga innebär att vända upp två kort från talongen och välja trumffärg från ett av dessa kort. Om någon av de båda första spelarna har svängt måste de övriga deltagarna välja om de vill gå med och spela om potten; skulle båda ha passat blir det inget spel, utan i stället går man vidare till nästa giv.
De deltagare som är med och spelar om potten har möjlighet att byta ut ett eller två av sina kort mot kort dragna från talongen. Spelet om potten är ett sticktagningsspel med vissa strikta regler för hur korten får spelas. För varje hemtaget stick vinner man en tredjedel av pottens innehåll. De spelare som gått med men inte tagit något stick får i stället böta till potten.

## Variant
I en äldre variant av svängknack spelar man inte med en avkortad kortlek, utan med en komplett lek med 52 kort utan jokrar. Andra olikheter är att samtliga spelare betalar en insats till potten varje giv, att alla utom givaren har möjlighet att svänga, och att utbyte av kort inte förekommer.